# Ernst Licht
Ernst Licht (* 6. Januar 1892 in Bremen; † 3. Februar 1965 in Worpswede) war ein deutscher Komponist.

## Leben
Der aus Norddeutschland stammende Künstler war Mitglied der Worpsweder Künstlerkolonie. Eine von Werner Rohde 1949 gefertigte Fotocollage (Das Künstlerschiff) zeigt Licht im Kreise bekannter Worpsweder Künstler. Ein Porträt Lichts von Fritz Cobet war Teil der 3. Deutschen Kunstausstellung im Dresdener Albertinum 1953. Der Maler Richard Oelze lebte von 1946 bis 1951 in Lichts Gartenhaus.
Licht trat zum 1. Mai 1937 der NSDAP bei (Mitgliedsnummer 5.767.389).
Lichts Grabstätte befindet sich auf dem Worpsweder Friedhof. In Worpswede trägt eine Straße seinen Namen.
Bekannt ist Licht durch zahlreiche, in der deutschen Jugendbewegung des beginnenden zwanzigsten Jahrhunderts beliebte Liedvertonungen, insbesondere von Liedern Hermann Löns’. Seine schlichten, volksliedhaften Vertonungen fanden Einzug in viele Volks-, Wander- und Vereinsliederbücher unterschiedlichster politischer Couleur. Licht vertonte auch eine Reihe plattdeutschen Liedgutes. Bekannt sind u. a. seine Vertonungen des Wiegenliedes Över de stillen Straten von Theodor Storm sowie des Gedichtes Min Jehann von Klaus Groth, die in verschiedenen mehrstimmigen Sätzen zum Liedrepertoire zahlreicher Chöre der Gegenwart gehören.